# Conophis morai
Espèce
Statut de conservation UICN

 DD  : Données insuffisantes
Conophis morai est une espèce de serpents de la famille des Dipsadidae.

## Répartition
Cette espèce est endémique du Veracruz au Mexique. Elle se rencontre dans la région de Los Tuxtlas.

## Étymologie
Cette espèce est nommée en l'honneur de José Manuel Mora (1917–1996).

## Publication originale
- Pérez-Higareda, López-Luna & Smith, 2002 : A new species of Conophis (Reptilia: Serpentes) from Los Tuxtlas, an area of high endemism in southern Veracruz, Mexico. Bulletin of the Maryland Herpetological Society, vol. 38, no 1, p. 27-32.